# Leptothorax berlandi
Leptothorax berlandi är en myrart som beskrevs av Jean Bondroit 1918. Leptothorax berlandi ingår i släktet smalmyror, och familjen myror. Inga underarter finns listade i Catalogue of Life.